# BMC ADO17
BMC ADO17 est le code du modèle utilisé par la British Motor Corporation (BMC) pour une gamme de voitures produites entre septembre 1964 et 1975 et vendus dans un premier temps sous la marque Austin comme les Austin 1800. La voiture a également été vendue sous la marque Morris comme Morris 1800 et Wolseley comme Wolseley 18/85, ensuite comme Austin 2200, Morris 2200 et Wolseley Six. Elle a été vendue comme Morris Monaco au Danemark. 
Communément appelée "Landcrab", la 1800 a été élue Voiture Européenne de l'Année en 1965 – la deuxième année de ce trophée et deuxième nomination consécutive du Royaume-Uni, la Rover P6 ayant remporté le prix l'année précédente.

## Développement
L'Austin 1800 a été développée chez BMC comme grande voiture après les succès des Mini et Austin 1100 sous le nom de code ADO17, ADO étant une abréviation pour Amalgamated Drawing Office. Des variantes supplémentaires badge ingénierie Morris 1800 et Wolseley 18/85 furent lancées en 1966 et 1967 respectivement, destinées aux concessionnaires de ces marques et leurs clients fidèles. Le nom 18/85 avait déjà été utilisé sur la Wolseley 18/85 de 1938 à 1948.
La voiture n'avait pas une apparence conventionnelle pour 1964, avec ses grandes surfaces vitrées et son intérieur à la fois spacieux et minimaliste, comprenant du cuir, du bois et du chrome, disposant d'un instrument d'affichage hors du commun avec le ruban indicateur de vitesse et le voyant lumineux vert à la fin de l'indicateur. Il y avait une "poignée de parapluie" chromée actionnant le frein à main sous le tableau de bord, et les deux sièges avant se joignaient au milieu et pouvaient être occasionnellement utilisés comme une banquette. Alec Issigonis et Pininfarina ont travaillé sur les lignes extérieures. Les technologies "sous le capot" étaient également non conventionnelles et en avance sur leur temps, comme une suspension « Hydrolastic » et un exemple de dosage de la répartition du freinage par inertie sous la forme d'un répartiteur de freinage qui corrige les déséquilibres entre les deux essieux. La coque est d'une rigidité exceptionnelle avec une résistance à la torsion de 18 032 N m/degré, la plus grande rigidité structurale de nombreuses voitures modernes jusqu'à la fin du siècle.
L'amélioration progressive est une caractéristique de la plupart des voitures de cette période, mais le nombre et la nature des changements affectant les premières années de l'Austin 1800 ont pu être vus comme si la voiture avait été introduite sans développement suffisant. Un mois après son lancement, en décembre 1964, des dossiers inclinables aux sièges avant et un accoudoir au milieu de la banquette arrière ont été ajoutés aux spécifications. Un mois plus tard, en janvier 1965, le rapport de démultiplication final est revenu à la valeur de 3.88:1 utilisée sur le prototype, contrairement au rapport de 4.2:1 appliqué au lancement, ce qui a été décrit comme une réponse au "problème de consommation d'huile"; janvier 1965 a également vu le commutateur d'indicateurs modifié. En même temps, l'augmentation de l'engrenage et la réduction du jeu de soupapes diminuent la puissance de sortie annoncée de 2 ch, mais guérit l'affolement des soupapes rapportée par certains acheteurs lors de l'approche de la vitesse de pointe sur l'une des autoroutes récemment construites. Le fabricant remplaça la "section de jauge flexible" qui, disait-on, avait causé chez des propriétaires inattentifs un remplissage excessif du carter après l'insertion de la jauge de l'arrière vers l'avant de sorte que le mot "Huile" ne pouvait plus être lu. D'autres modifications comprenaient le changement, le repositionnement et l'inclinaison du frein à main, en octobre 1965, la barre anti-roulis de la suspension arrière et le réaménagement de la suspension arrière à la fin de 1965, en même temps que le réglage de la direction pour résoudre un problème d'éraflures de pneus, et le montage plus solide des couvre-moteur latéraux en janvier 1966 avec une modification des silent-blocs de fixation du moteur qui sont désormais "résistants à la dé-liaison". Février 1965 a vu des boucliers d'eau montés sur le moyeux arrière et les vibrations de la direction guéries par un montage judicieux d'une entretoise, alors que la propension des voitures du début de sauter du premier et second rapport fut corrigée par la pose de "flasques de synchronisation". D'autres améliorations ont suivi le lancement des Morris 1800 au début de 1966. Les câbles de commande de la boite de vitesses sont réorganisés pour faire face aux "difficultés d'engagement" des premier et troisième rapports à froid, et le montage des sièges est adapté pour augmenter le déplacement en mai 1966.
En juin 1967, sans aucun communiqué de presse, une version modifiée de la 1800 a commencé à apparaître dans les salles d'exposition du marché intérieur avec des commandes de chauffage repositionnées, une bande de "placage de noyer" sur le tableau de bord et des sièges baquets séparés en remplacement de l'ancienne banquette divisible à l'avant. Divers autres critiques semblent avoir été discrètement résolues en même temps, y compris l'annonce d'une démultiplication plus courte de la direction, il ne fallait plus que 3,75 tours plutôt que 4.2 tours entre buttées, même si la modification était déjà appliquée aux voitures produites depuis septembre 1966 (et, dans le cas des voitures Australiennes, peu de temps avant). C'est également à ce moment que la voiture reçut une jauge calibrée différemment, donnant lieu à des rumeurs que des problèmes de moteur sur les premiers modèles avaient résulté de rien de plus compliqué que le mauvais calibrage de la jauge, provoquant pour certaines voitures un fonctionnement avec un mauvais niveau d'huile moteur; les fabricants ont insisté sur le "recalibrage" de la jauge, l'une des nombreuses modifications (non spécifiées) apportées, et a exhorté les propriétaires à ne pas utiliser les nouvelles jauges avec les anciens moteurs.
Le surnom 'Landcrab' (crabe terrestre) lui est venu de ses proportions inhabituelles, étant beaucoup plus large et plus basse que la plupart des autres voitures de sa catégorie, et de sa grande résistance structurelle. La voiture se sortit indemne de sorties de route durant des rallyes d'endurance, bien à propos, car elle n'était pas particulièrement rapide mais sa solide coque et sa suspension sophistiquée lui permit de rester fiable et concurrentielle à vitesse moyenne sur des longues distances sur routes en mauvais état. Les caractères de position, de force et de sûreté sur terrain accidenté ont mis dans l'esprit des équipes de rallye BMC un crabe terrestre. Le surnom lui est resté et puis s'est répandu dans la presse et le public.
Les portes des Mark I ont été utilisés plus tard sur l'Austin Maxi et les plus grands modèles Austin 3 Litres (ADO61).

Austin 1800 Mark I
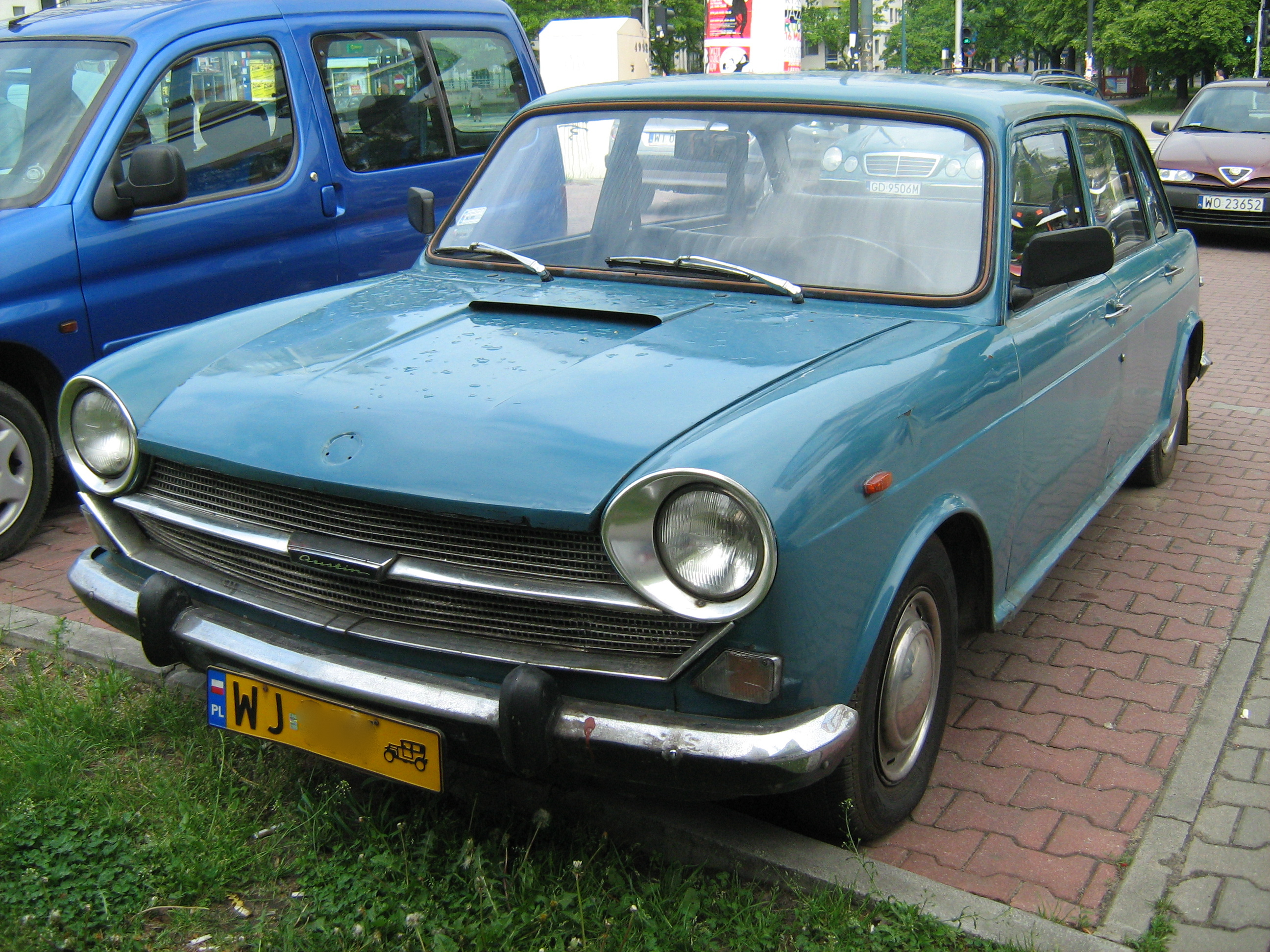
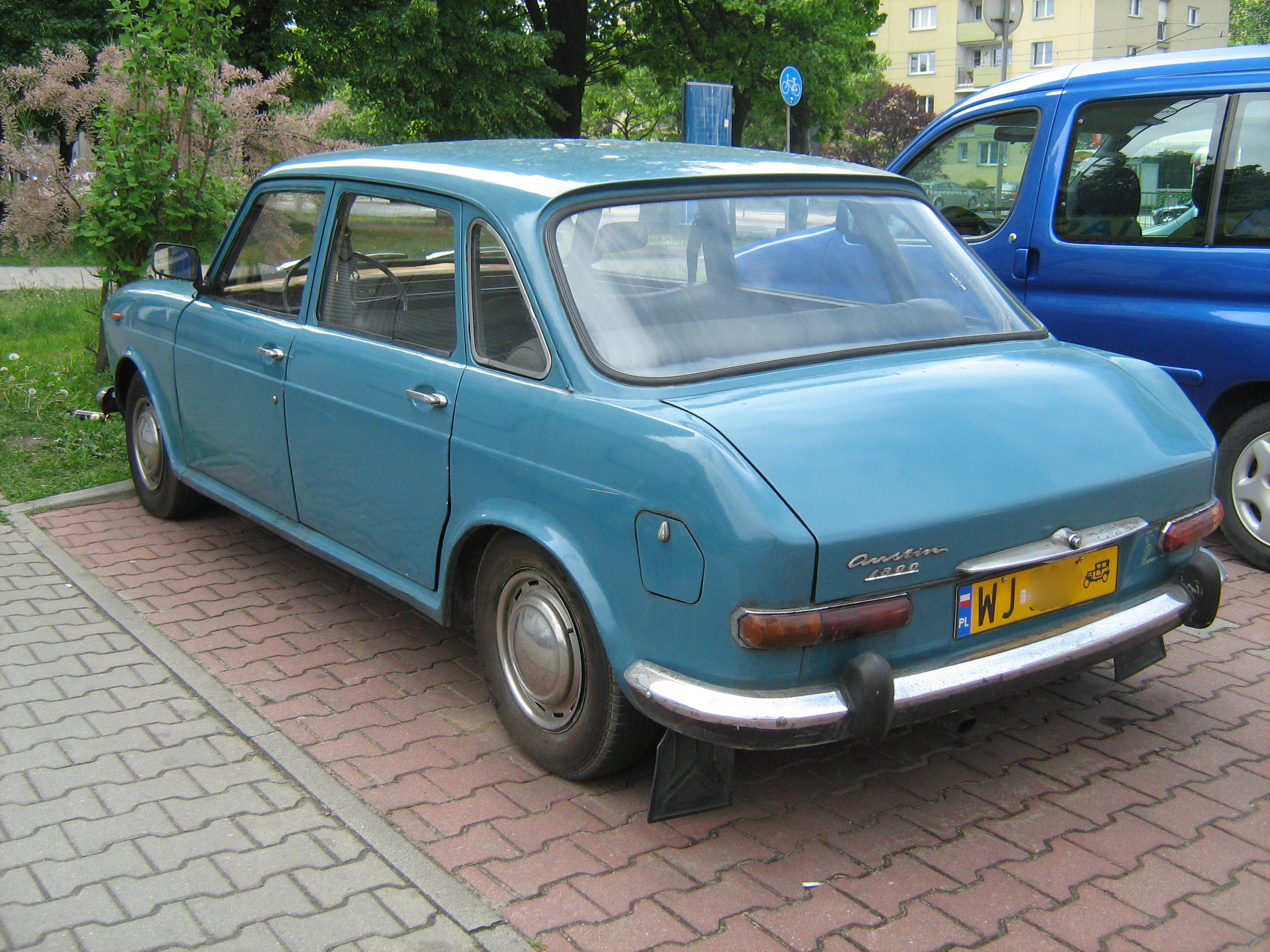

### Mark II
La version II est lancée en mai 1968. Elle avait un intérieur plus classique et moins cher, une calandre révisée et d'autres modifications de garnitures, et pour les modèles Austin et Morris les fins feux arrière horizontaux ont été remplacés par des verticaux donnant un air de famille avec la plus petite gamme ADO16. La Wolseley a conservé son feu arrière. D'autres modifications comprennent une deuxième vitesse plus longue et un rapport de démultiplication final plus élevé pour la transmission manuelle, et la suspension traditionnelle a remplacé celle de loin supérieure à roulements à rouleaux de la Mark I. Le taux de compression a été augmenté et la puissance de sortie maximum monte de 5 ch pour atteindre 86 cv. La Mark II a également de plus grandes roues
En 1969, les seuils de porte et les portes de la 1800 (avec des poignées extérieures de la Mark II) ont été utilisés sur la carrosserie de la nouvelle Austin Maxi ; en dehors de cela, les deux modèles ont peu d'interchangeabilité.
La 1800 S à double carburateur délivrant 95 ch est apparue en octobre 1968. En 1970, le modèle "S" à double carburateurs SU HS6 délivrant 97 cv, un compteur de vitesses gradué jusqu'à 120 km/h et des décorations sportives était disponible.

La 1800 Mark II dans les trois marques
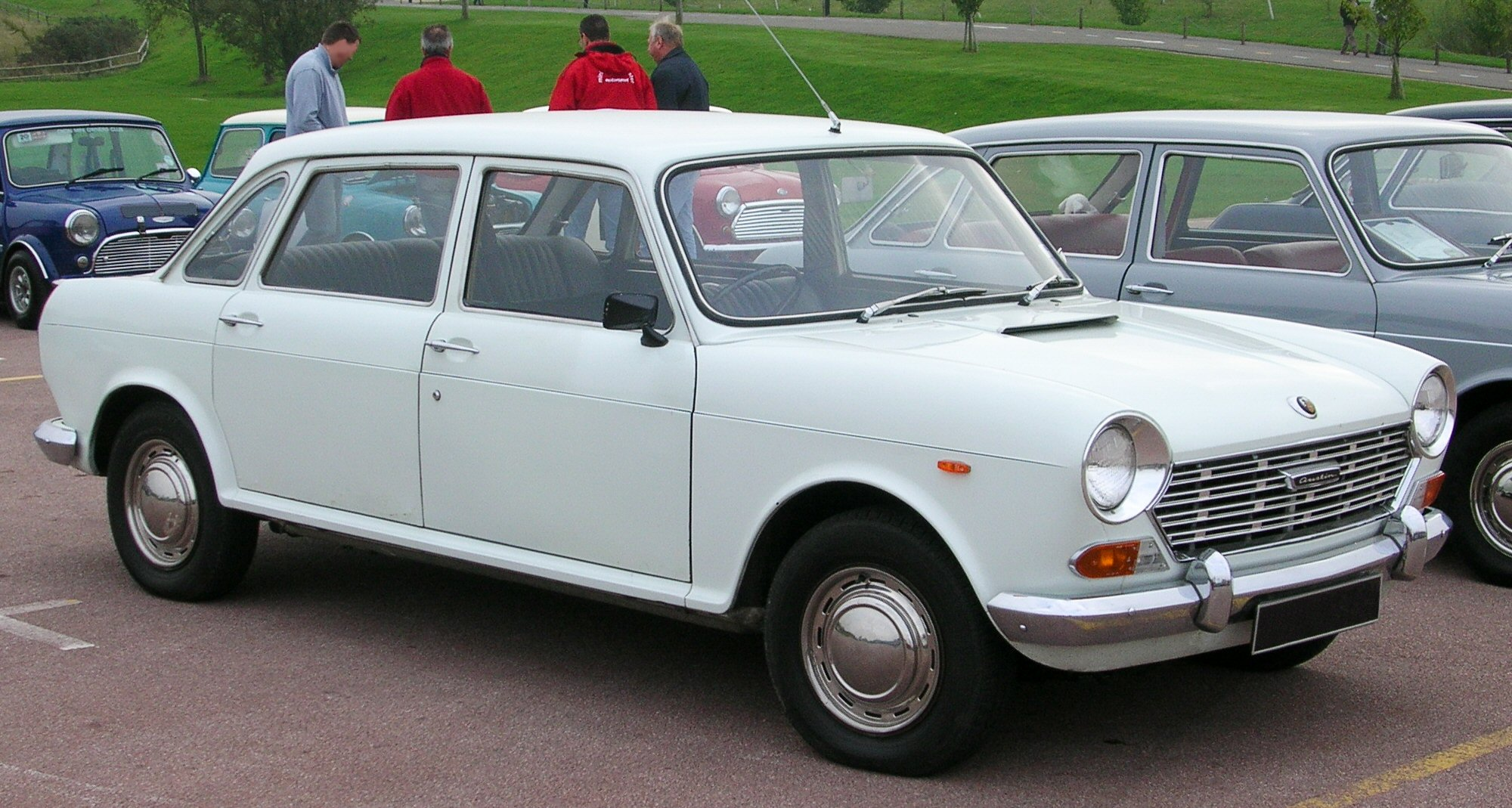
Austin 1800
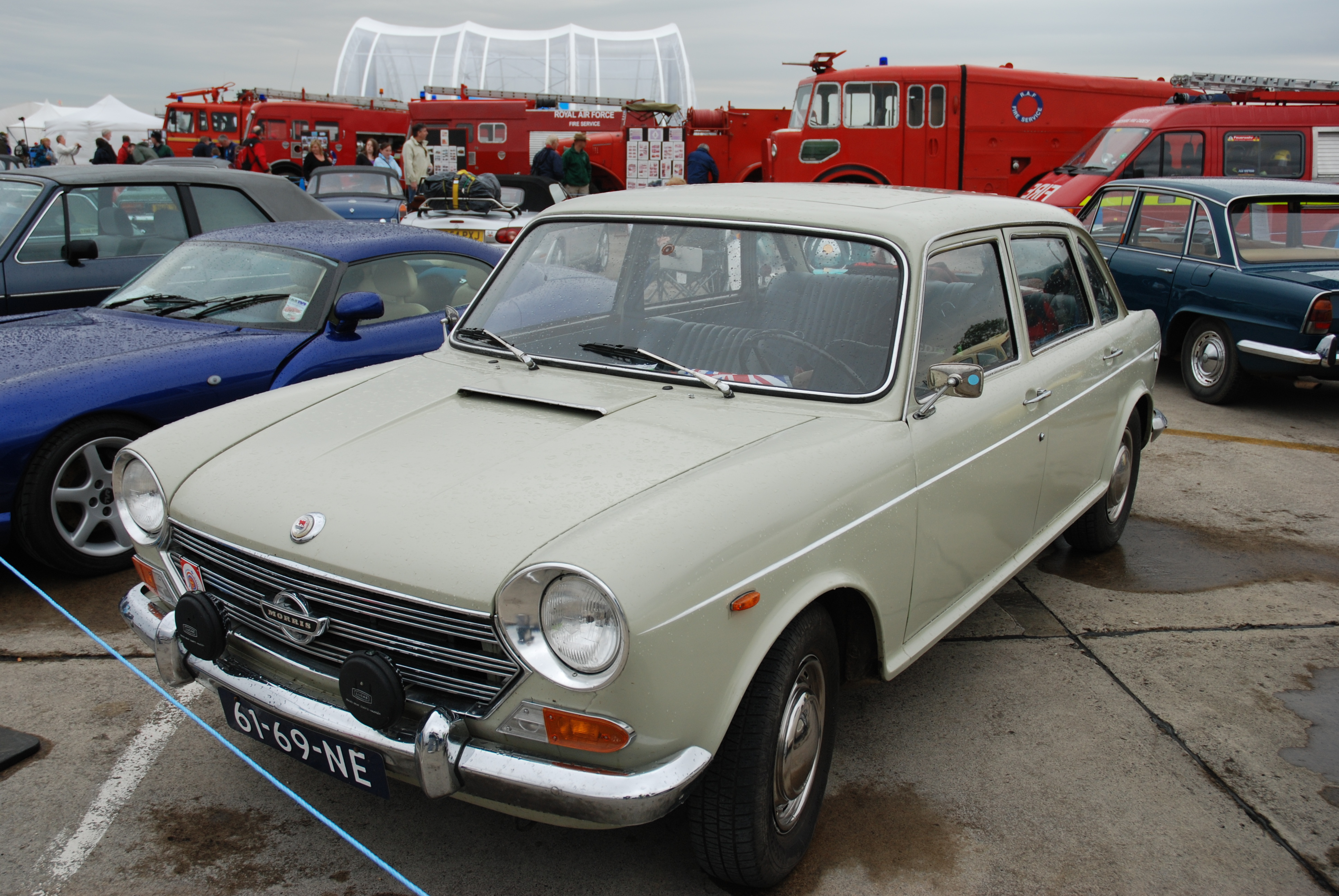
Morris 1800
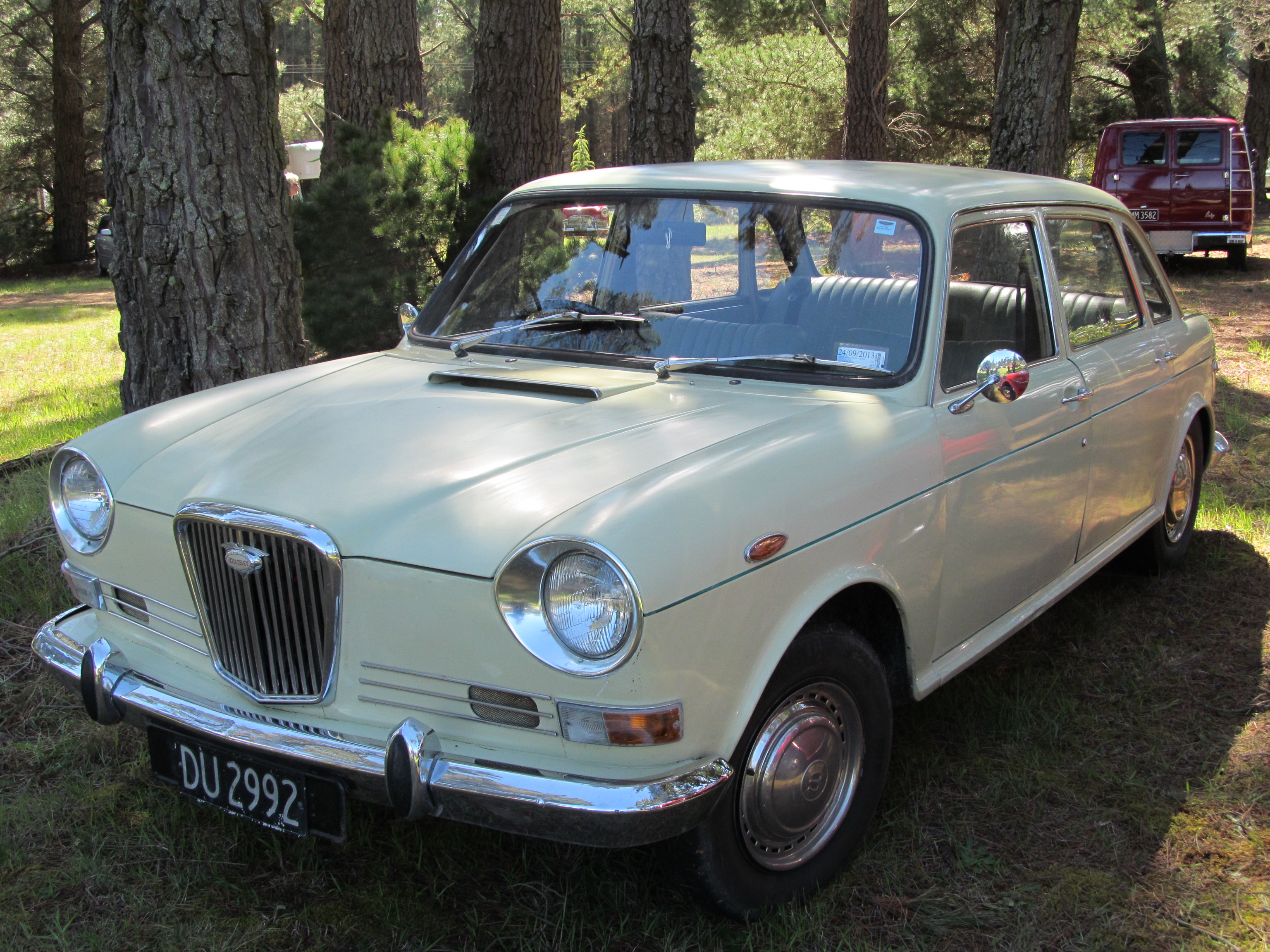
Wolseley 18/85

### Mark III
En outre, des modifications mineures annoncèrent l'arrivée d'une version Mark III en 1972. Un nouveau changement de la calandre (maintenant partagée entre Austin et Morris) et des améliorations intérieures, y compris un frein à main plus classique monté sur le plancher. À ce stade, des versions six cylindres ont été introduites – Austin 2200, Morris 2200 et Wolseley Six. Les versions 1800 des Austin et Morris ont été poursuivies mais la Wolseley 18/85 a été abandonné.

La Mark III apparaît en 1972
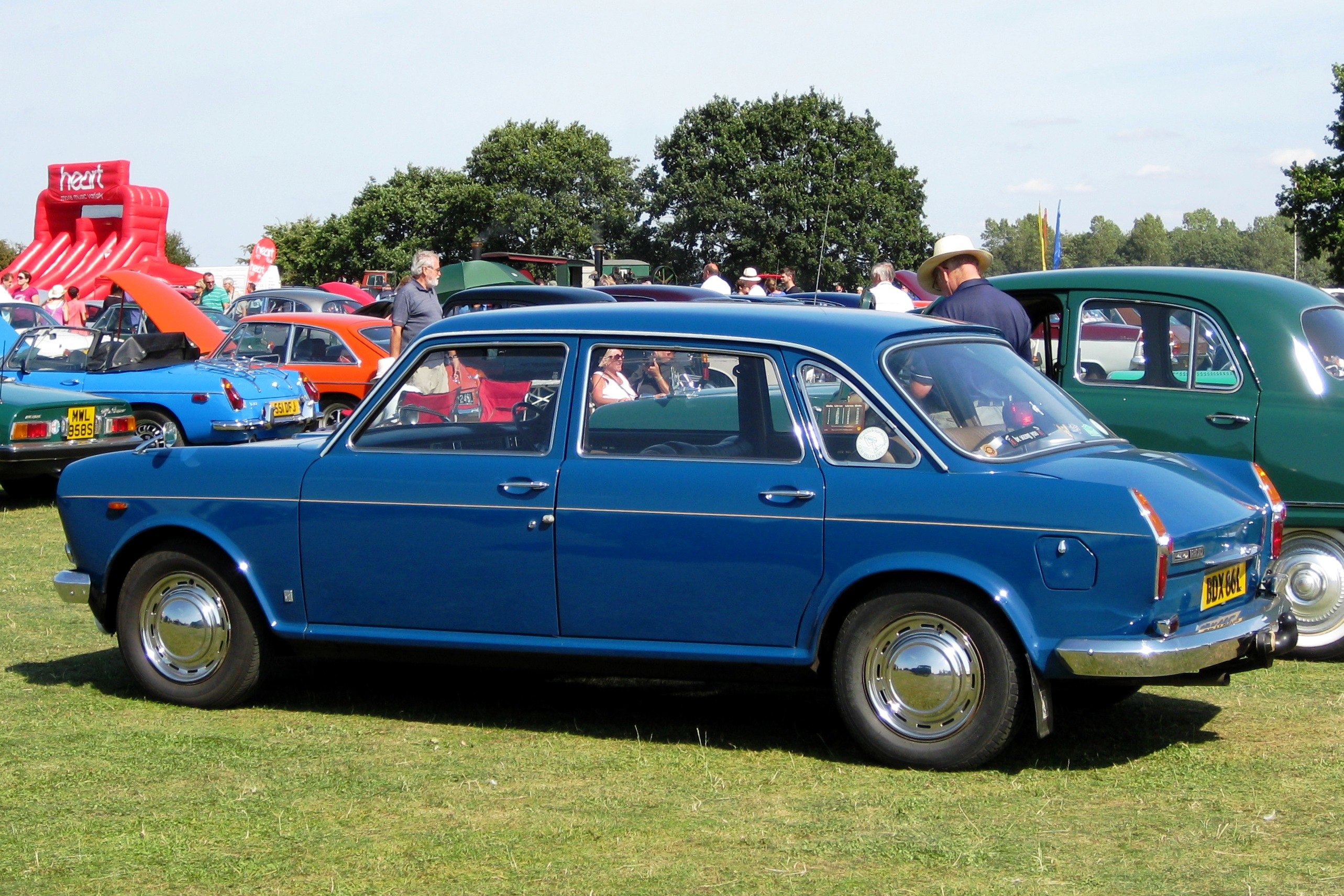
Austin 1800 Mk III
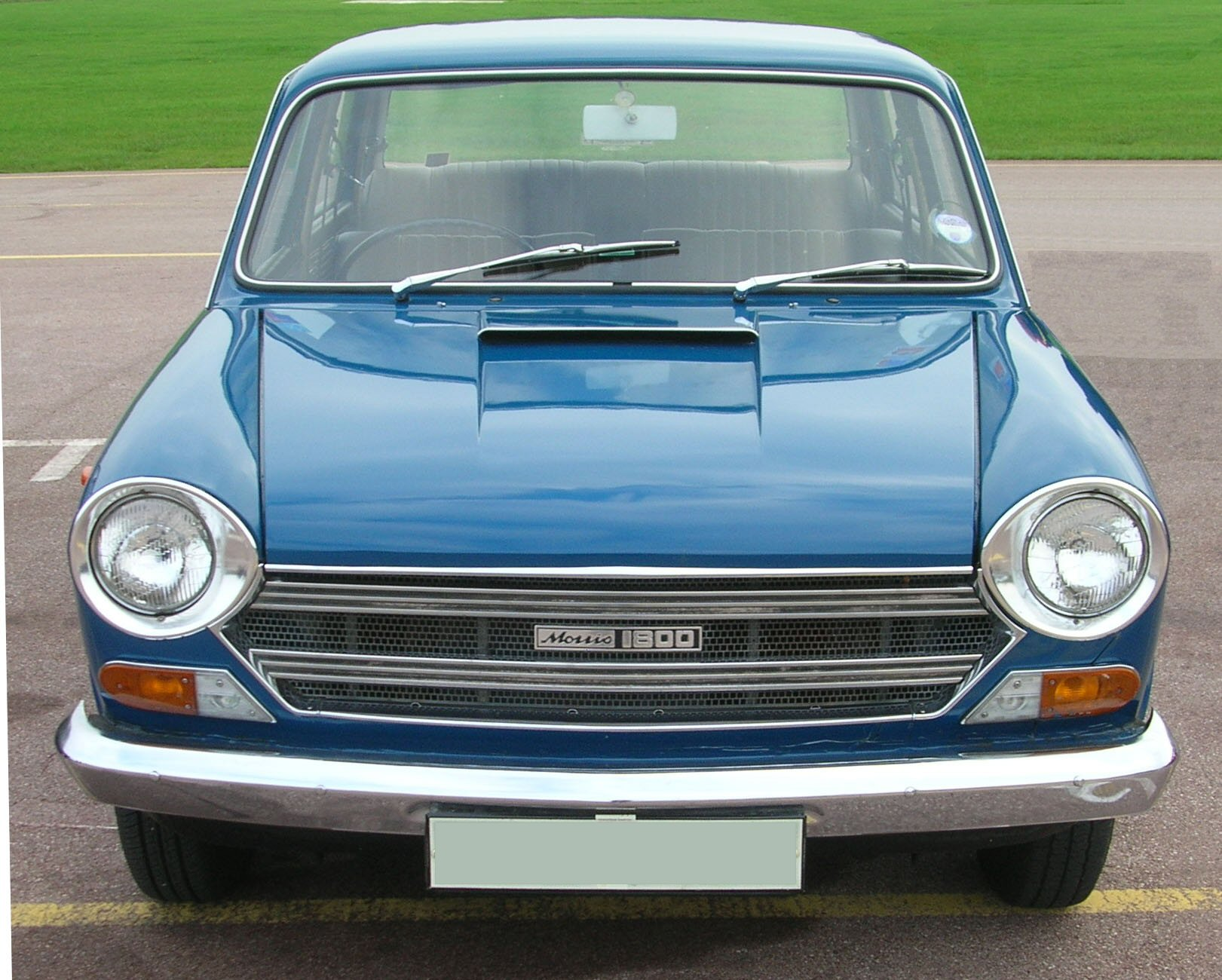
Morris 1800 Mark III
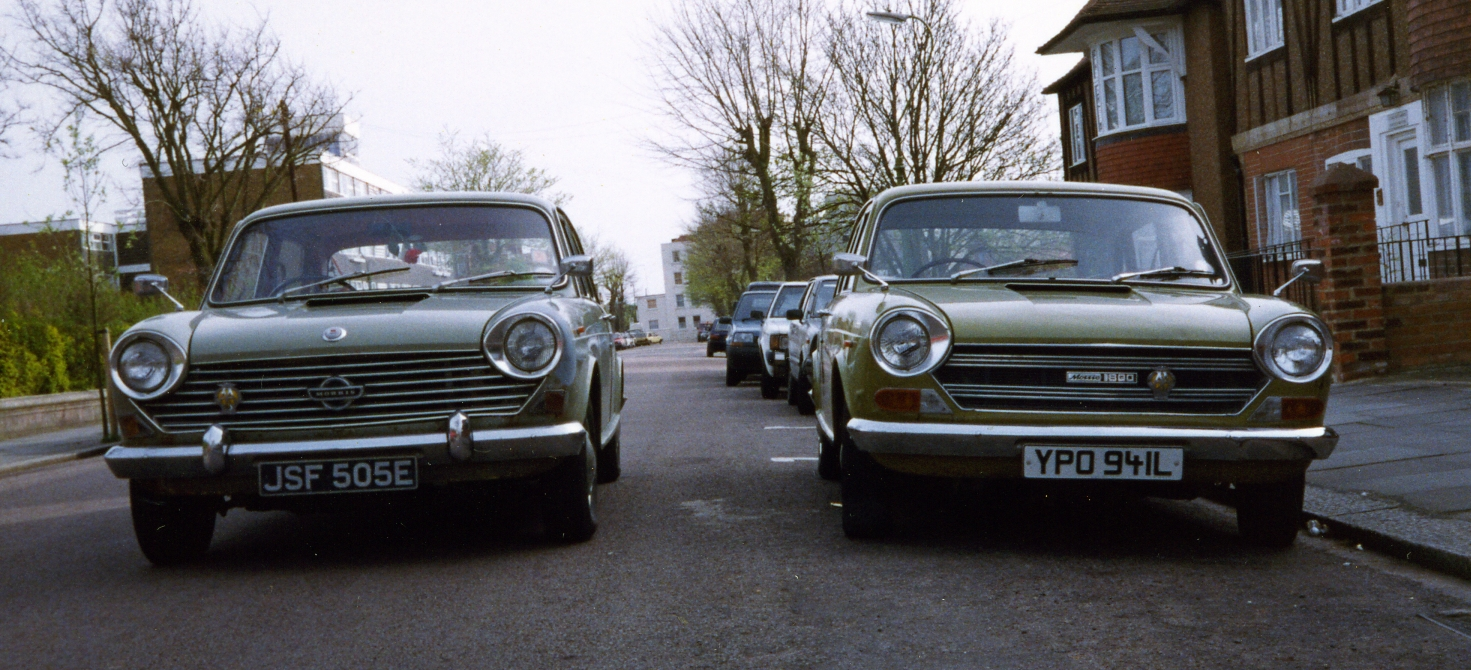
Morris 1800 Mark I (à gauche) et plus tard la Mark III ; vue avant de comparaison
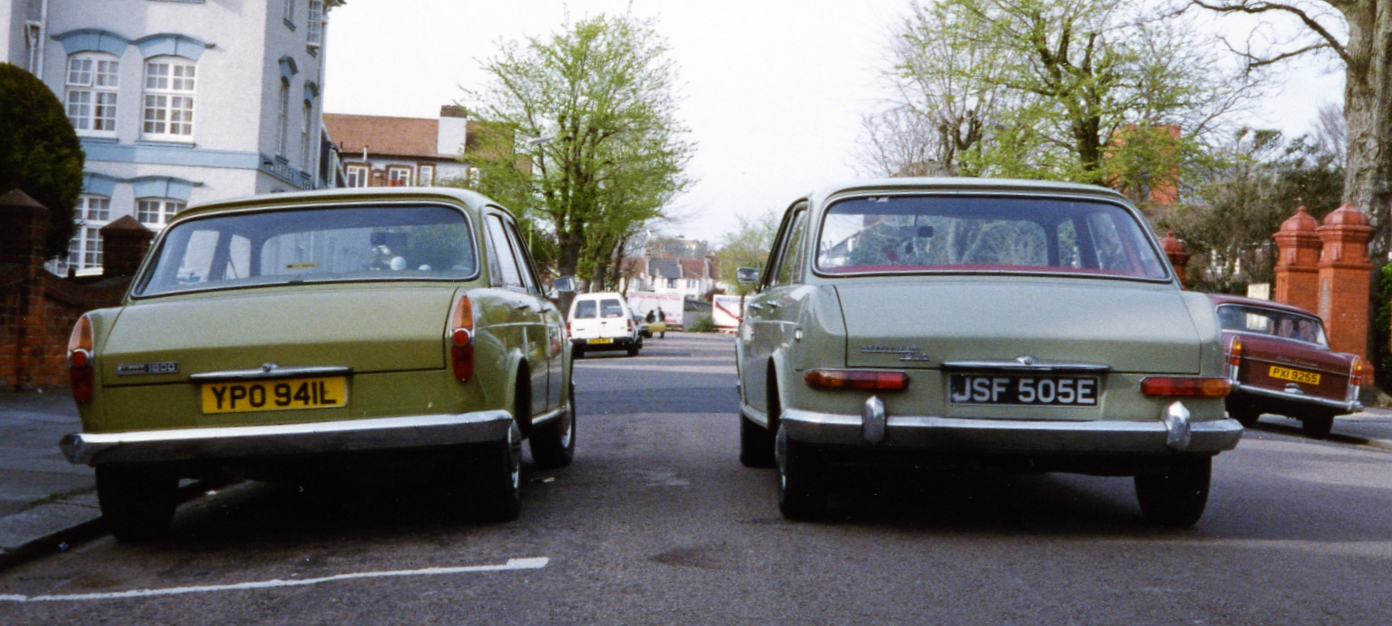
Morris 1800 Mark I (à droite) et plus tard la Mark III; vue arrière de comparaison

## Modèles six-cylindres pour le marché intérieur.
Le moteur de 2,2 litres à six cylindres en ligne utilisé en Australie, dans les Austin Tasman et Kimberley (en) "X6" a été introduit dans la gamme britannique ADO17 en 1972. Les modèles Britanniques 6 cylindres ont été commercialisés comme Austin 2200, Morris 2200 et Wolseley Six.
Les omniprésentes portes sont même apparues sur les Austin 3 Litres  haut de gamme de 1968 et, au stade de prototype, sur certaines Bentley et Rolls-Royce.

Deux six-cylindres à boîte automatique
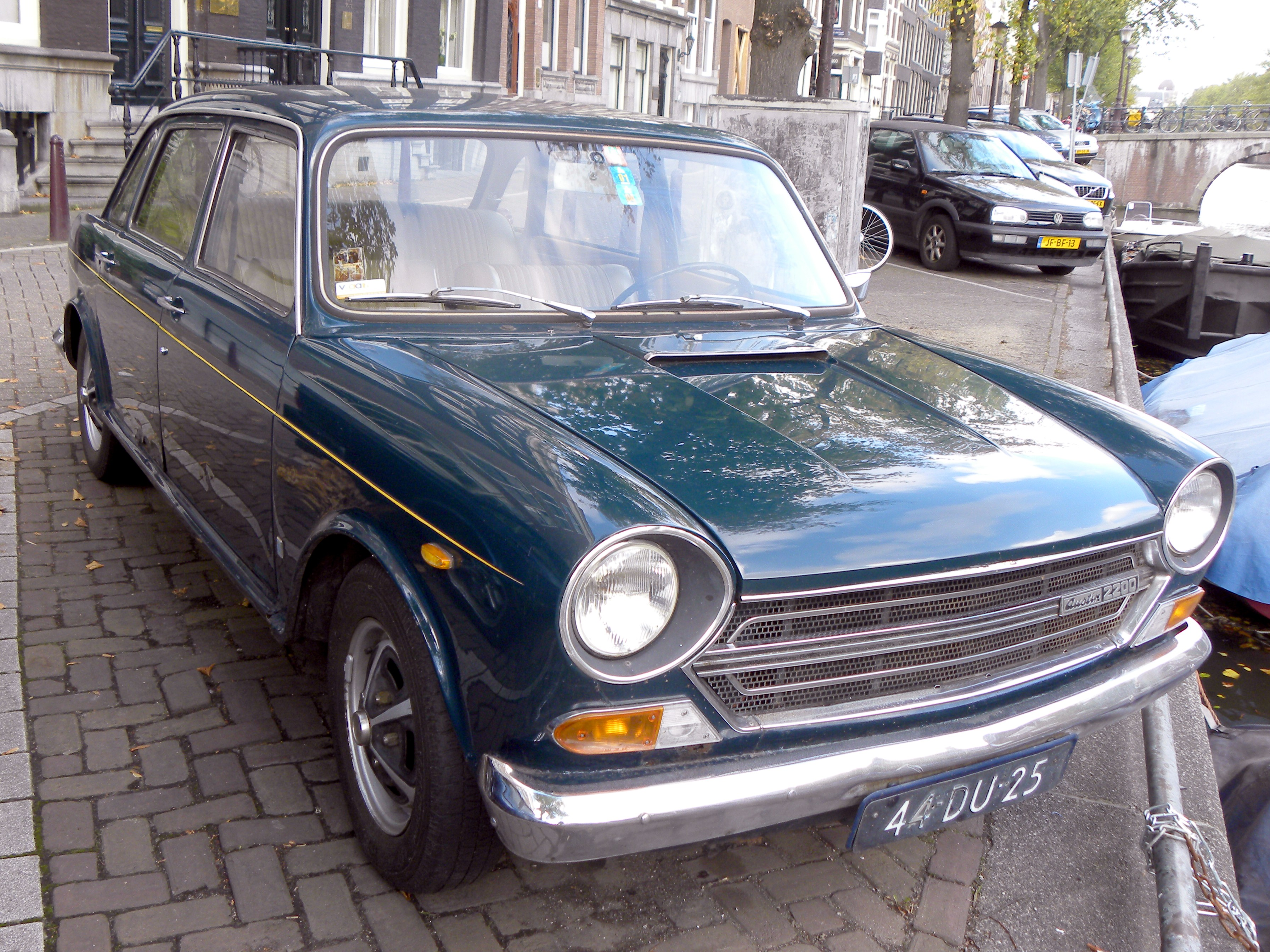
Austin 2200
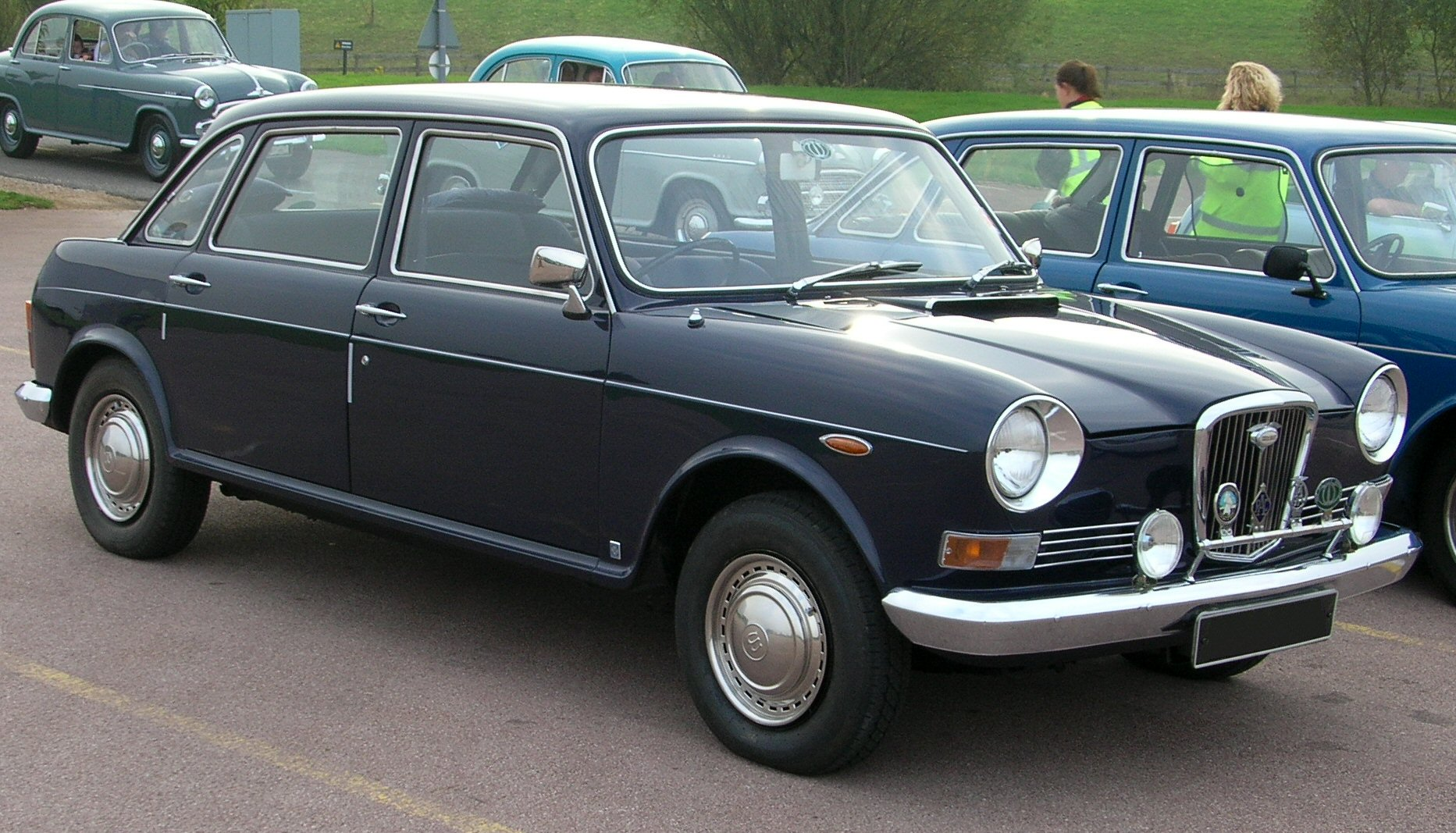
Wolseley Six

## Ventes
Quelque 386 000 exemplaires de toutes les variantes ont été produites en un peu plus d'une décennie, dont les versions Austin étaient les plus communes ; environ 221 000 unités ont été produites. Il y eut 95.271 Morris 1800 et 35 597 Wolseley 18/85 produites au Royaume-Uni. Relativement peu ont survécu à l'exception d'amateurs, en raison de son image démodée, et plus récemment, sa popularité dans le derby de démolition et des scènes de banger racing, en raison de sa carrosserie exceptionnelle en résistance et rigidité.
Au début de 1975, les trois modèles ont été remplacés par l'ADO71 en forme de coin, ou des séries 18-22, qui portaient les noms Austin et Morris (1800 et 2200), alors que la variante Wolseley n'avait pas de nom de modèle officiel enregistré pour être commercialisée comme "la berline Wolseley". À partir de la fin de 1975 tous les modèles ADO71 ont été commercialisés sous le nom Princess et la marque Wolseley a été abandonnée.

## Sport automobile

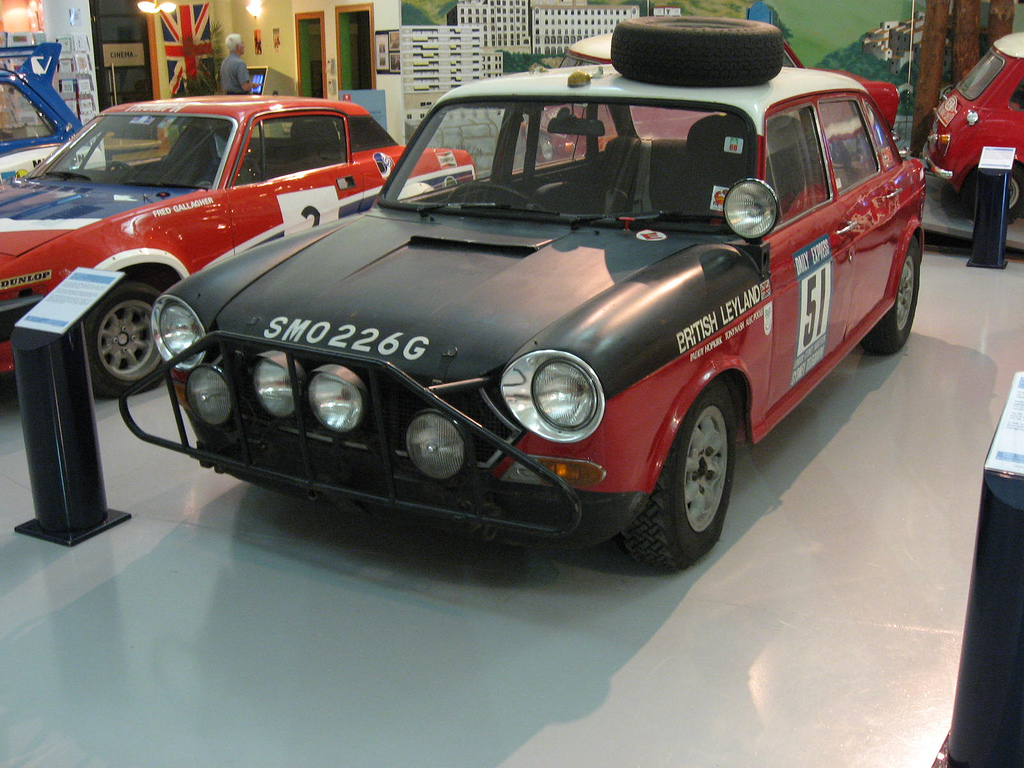
La « BMC 1800 », qui s'est classée deuxième dans le Rallye Marathon de Londres-Sydney de 1968

Le modèle, qui s'est avéré un concurrent solide dans les rallyes d'endurance, a terminé deuxième en 1968 au Marathon Londres-Sydney  et la réalisation de trois des 20 premières positions dans le rallye de la Coupe du Monde Londres-Mexico. Plus tard, l'ADO17 devint populaire dans les banger racing et les derby de démolition en raison de la robustesse légendaire de sa carrosserie qui fait qu'elle est idéale pour ces sports.

## Australie

### Austin 1800
En 1966, l'Australie est le principal marché mondial de BMC. La 1800 a été introduite en Australie en novembre 1965 un an après la Grande-Bretagne, et une version II est présentée en 1968. La production australienne se targuait d'une intégration de composants locaux de 65 % à 70 %, avec un engagement du constructeur d'élever le niveau à 95 %, en accord avec les exigences gouvernementales, avant la fin de 1968. Initialement, les voitures étaient identiques à l'original britannique, mais la production locale a rapidement été modifiée pour s'adapter aux routes plus sévères et au climat de l'Australie. Les modifications apportées à la Mark I britannique comprennent une suspension rehaussée, l'installation d'un grande et lourde protection du carter moteur et une meilleure étanchéité à la poussière. La Mark II Australienne a été notablement modifiée, en conservant le plus faible rapport de démultiplication final de la Mark I à transmission manuelle (mais pas la deuxième vitesse plus courte), et, à l'exception de la période initiale de production, a été équipée avec un double circuit de freinage hydraulique, fabriqué localement par "Paton's Brake Replacements (PBR) Pty. Ltd." Malgré la sécurité apportée par un double circuit, les performances de freinage sont inférieures à celles du système Girling initial. La Mark II Australienne a également reçu d'origine un alternateur fabriqué localement par "Electricity Meter & Allied Industries Limited (EMAIL)", une société plus connue pour ses compteurs électriques et appareils ménagers. En cas de panne, la plupart des alternateurs EMAIL furent remplacés par des Lucas, également produits en Australie.
L'Austin 1800 Utility, version pick-up utilitaire produite de 1968 à 1971 réservée à l'Australie. Plus de 2 000 exemplaires ont été construits. L'Austin 1800 Utility a été présentée vers la fin de la berline série MKI, en juillet 1968, et la plupart des exemplaires produits ont donc été des Mk II Une variante châssis-cabine a également été proposée. La 1800 Utility a reçu le code de modèle YDO10.
Par habitant, le modèle Australien se vendait mieux que n'importe où ailleurs dans le monde. Ironiquement, il a représenté la fin de la popularité des voitures britanniques en Australie. Sur le marché Australien, il offrait une alternative de moteur 4-cylindres spacieux et avancé aux populaires modèles 6 cylindres tels que la Holden Kingswood, qui utilisait une ingénierie plus classique basée sur les principes Américains. Certaines versions siglées BMC Freeway (un nom déjà utilisé pour un modèle Farina six-cylindres en Australie) ont été exportées en Nouvelle-Zélande, qui a également assemblé des Austin et Morris 1800 britanniques dans des usines distinctes.

Un unique prototype fut construit afin de tester la viabilité production: une 1800 Mark II Australienne avec un avant subtilement étendu et une structure interne modifiée a été équipée d'un moteur V8 Rover 3,5 litres monté en position "Nord-Sud" dans le compartiment moteur, qui, grâce à un système mécanique complexe, entraînait une version fortement modifiée d'une boîte de vitesses automatique Borg Warner à 3 rapports montée transversalement et un différentiel Austin FWD. Cette voiture devint la première V8 FWD d'Australie fabriquée sur place. La voiture a été construite par BLMC (Australie), dans son usine de Victoria Park à Zetland, Nouvelle-Galles du Sud. Les coûts de production de masse et la viabilité du V8 « 1800 » ont paru excessifs et le projet fut abandonné, laissant la place au projet australien Leyland P76. Certains rapports indiquent que le véhicule a finalement été envoyé chez British Leyland au Royaume-Uni et n'a plus jamais été vu, tandis que d'autres affirment qu'elle a été tout simplement été démontée à la fin de sa mise à l'épreuve par Leyland Australie.
|  |

#### Production
L'Austin 1800 australienne a été produite par l'usine BMC de Victoria Park (Zetland) à partir de novembre 1965. La version MKI a été remplacée par la MKII en octobre 1968 et produite jusqu'en novembre 1970. Pour certains puristes, les premières MKII intégrant de nombreux composants du modèle MKI, sont désignées sous le nom de MK1 1/2. Contrairement aux 1800 britanniques et aux modèles Tasman et Kimberley ultérieurs qui l'ont remplacée, toutes les berlines 1800 australiennes présentaient les mêmes spécifications. Il n'existait pas de version haut de gamme. Il était uniquement possible de choisir entre une transmission automatique (Borg Warner 35 à 3 rapports) ou manuelle. L'Austin 1800 Utility est un modèle typiquement australien, produit vers la fin de la série MKI en 1968 jusqu'en 1971.
- Austin 1800 berline : 55 775 dont
  - MKI (boîte manuelle) : 26 530 (estimation)
  - MKI (boîte automatique) : 2 120 (estimation)
  - MKII : 27 125 exemplaires.

- Austin 1800 Utility : 2 151[17]
  - MKI (boîte manuelle) : 820,
  - MKI (boîte automatique) : 44,
  - MKII (boîte manuelle) : 1175,
  - MKII (boîte automatique) : 112.

Les Austin 1800 « made in Australia »
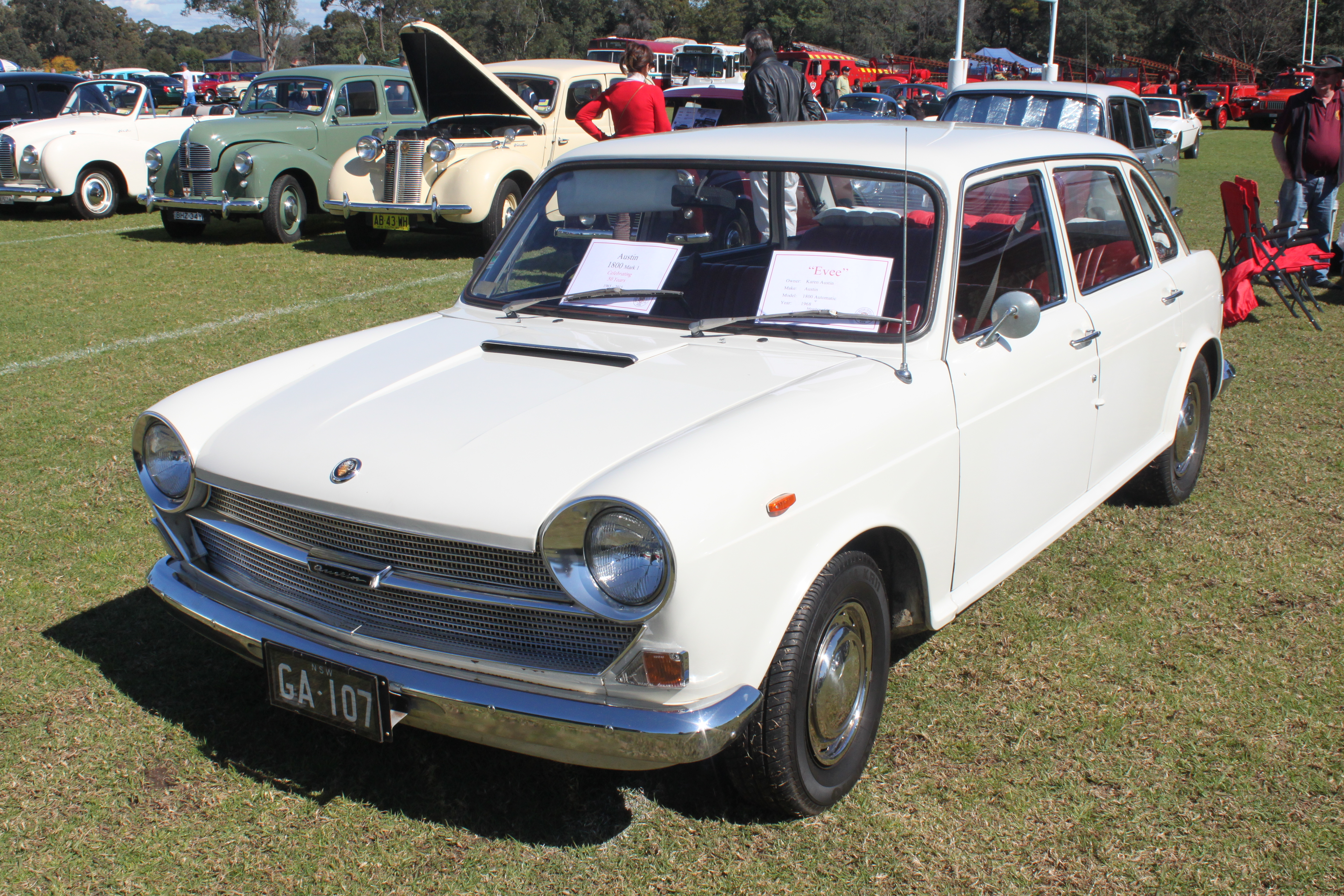
Austin 1800 MKI berline
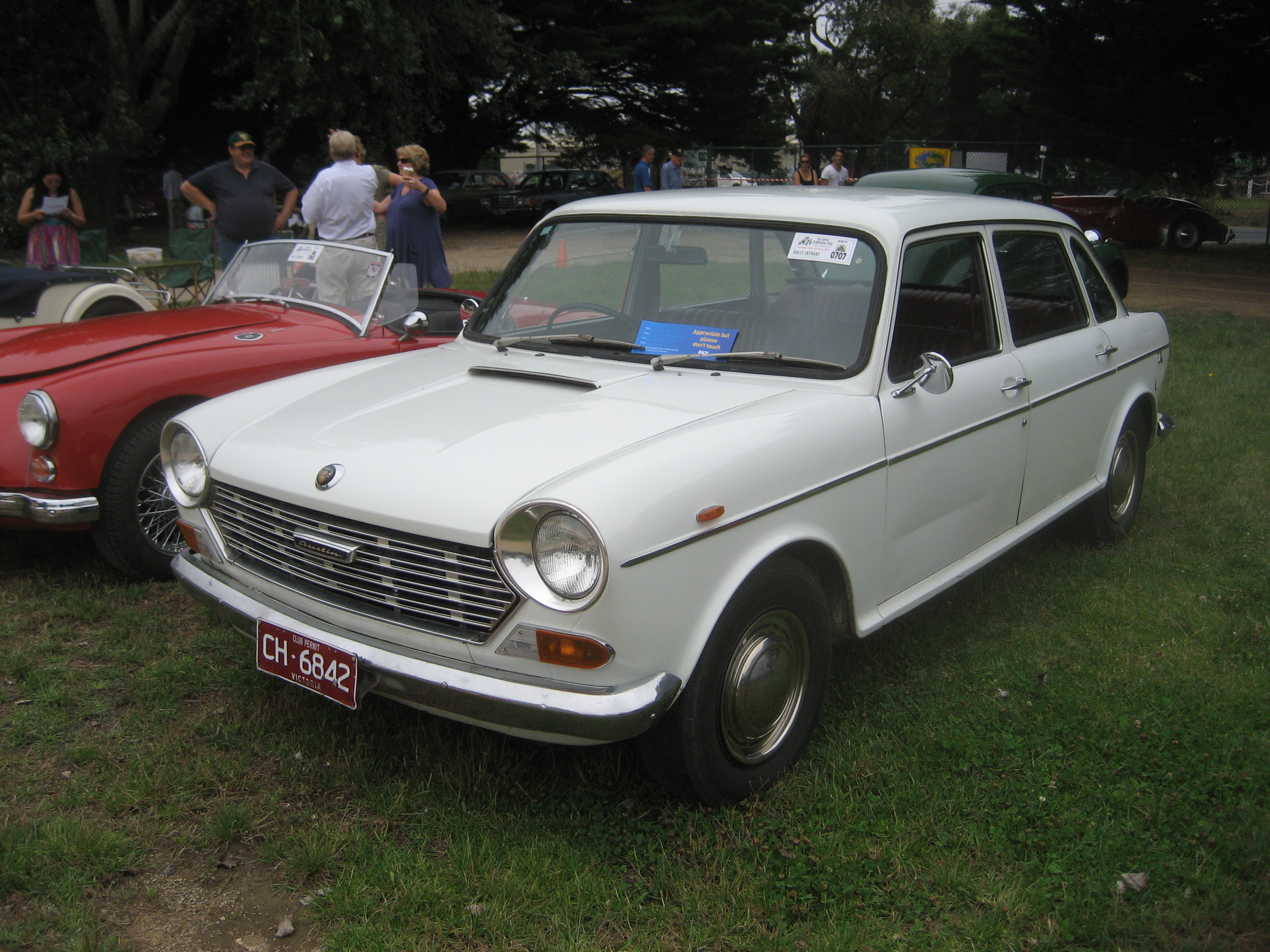
Austin 1800 MKII berline
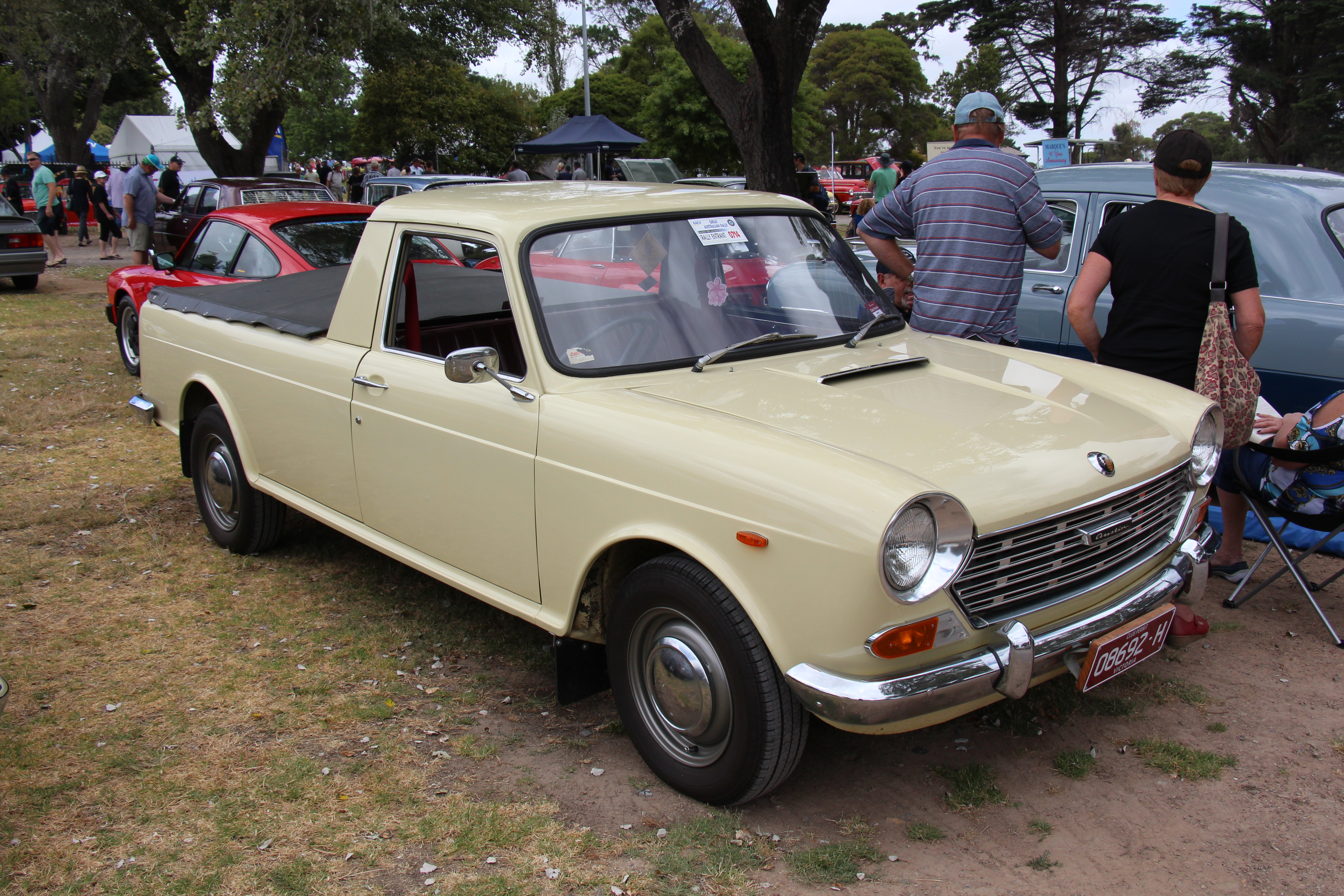
Austin 1800 Utility

### Austin X6 Tasman et Kimberley
En 1970, la filiale australienne de BL remplaça la 1800 par un modèle « X6 » modifié et rajeuni, connu sous le nom d'Austin Tasman et, plus haut de gamme, l'Austin Kimberley. Ces voitures présentaient un nouveau style avant et arrière et une version 2,2 litres 6 cylindres du moteur série-E à arbre à cames en tête (devenant la première traction avant ayant un moteur six cylindres monté transversalement). Les deux modèles ont un tableau de bord et un intérieur mis à jour mais conservent la position de volant et le levier de vitesse style "bus" des 1800. La MkI Kimberly avait une puissance supérieure parce qu'équipée de carburateurs double corps SU (la MkII est revenue à un seul carburateur, comme le Tasman). La série X6 fut conçue pour rivaliser plus efficacement avec les tractions arrière à six cylindres de la famille des voitures de GM Holden, Ford et Chrysler assemblées en Australie. Les deux voitures Austin ont été offertes avec des boites de vitesses manuelles à quatre rapports et automatiques à trois rapports. En dépit de leur supériorité technique, mise à jour de style, bonnes qualités routières, confort, espace intérieur et puissance adéquate, la série "X6" a été quelque peu sous-développée en raison d'un budget limité, et devint commercialement inférieure à ses concurrents – pour être finalement remplacée par la Leyland P76 (en) en 1973.
Le distributeur local de Nouvelle-Zélande, New Zealand Motor Corporation, qui importait initialement des Tasman et des Kimberly Australiennes de Zetland, les assembla par après sur base de kits CKD dans son usine de Petone près de Wellington. Les voitures 'Kiwi' avaient de différentes garnitures intérieures dans le cadre des 40 à 50 % de pièces fabriquées localement, commun à l'époque, mais ne diffèrent que par des détails des australiennes. Elles étaient cependant vendues comme modèles Morris plutôt qu'Austin.
Le moteur six cylindres 2,2 litres E6 a également été utilisé au Royaume-Uni dans les modèles 2200.
Enfin, en 1973, Leyland Australie a modifié le moteur L6 et prolongé la course amenant la cylindrée de 2200 à 2 600 cm3, pour utilisation finale dans les modèles Leyland P76 (en) et L6 Marina.

Austin Kimberly Mk II australienne de 1972
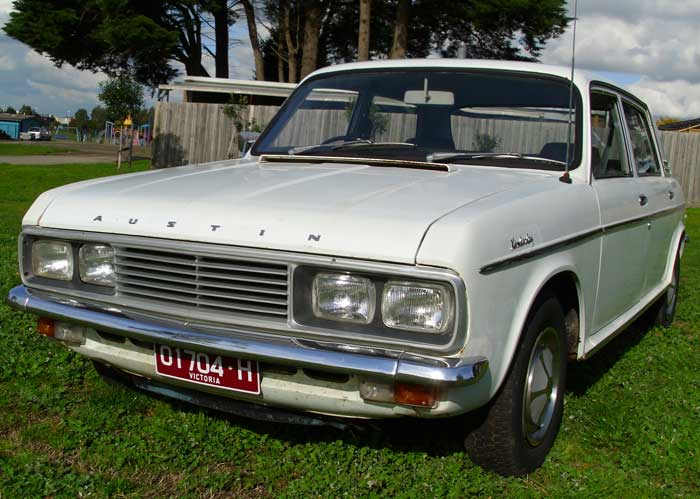
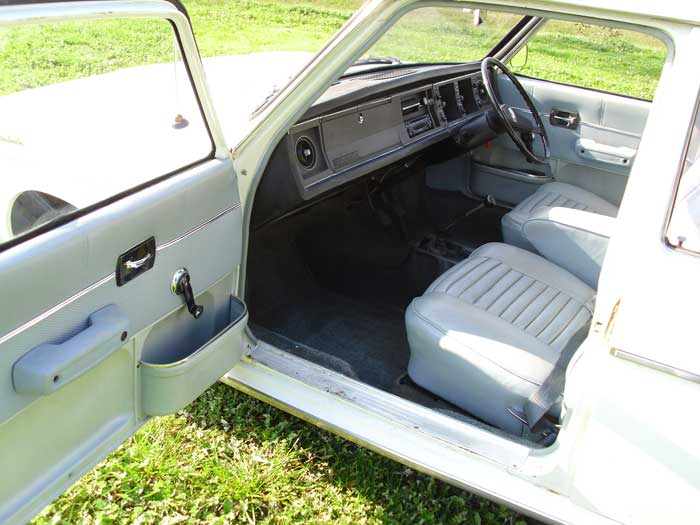